# Barsbeker See und Umgebung
Der Barsbeker See und Umgebung ist ein Naturschutzgebiet in den schleswig-holsteinischen Gemeinden Barsbek und Wendtorf im Kreis Plön.
Das rund 146 Hektar große Naturschutzgebiet ist mit der Nummer 116 in das Verzeichnis der Naturschutzgebiete des Ministeriums für Landwirtschaft, Umwelt und ländliche Räume eingetragen. Es wurde 1982 ausgewiesen (Datum der Verordnung: 14. September 1982). Zuständige untere Naturschutzbehörde ist der Kreis Plön. Das Naturschutzgebiet ist zu einem großen Teil vom Landschaftsschutzgebiet „Probsteier Salzwiesen und Umgebung“ umgeben.
Das Naturschutzgebiet liegt nordöstlich von Kiel in der Probstei. Es stellt den Barsbeker See, eine ehemalige Bucht der Ostsee, sowie die ihn umgebenen Niederungsbereiche und Verlandungszonen unter Schutz. Das Naturschutzgebiet ist seit Anfang der 1880er-Jahre durch einen Deich von der Ostsee abgetrennt. Seither bleiben die vorher regelmäßigen Überflutungen durch Ostseewasser aus, der Brackwassersee und die Umgebung versüßte zunehmend.
Die Uferzonen des langsam verlandenden Barsbeker Sees und daran anschließende Flächen zeichnen sich durch ausgedehnte Röhrichtzonen mit großen Schilfbeständen sowie Hochstaudenrieden aus. Stellenweise stocken Erlen- und Weidengebüsche. Insbesondere nördlich des Sees schließen sich an die Röhrichtzonen Grünlandbereiche unterschiedlicher Feuchtegrade an. Hier siedeln verschiedene Orchideen, darunter Breitblättriges Knabenkraut und Fleischfarbenes Knabenkraut. Letzteres hat hier sein größtes bekanntes Vorkommen in Schleswig-Holstein. Stellenweise ist noch salzbeeinflusstes Grünland zu finden.
Im See leben Hecht, Plötze, Brasse, Schleie, Rotfeder, Flussbarsch, Moderlieschen, Güster, Giebel und Zwergstichling. Weiterhin ist er Lebensraum für Flusskrebse und Großmuscheln wie die Teichmuschel. Auch die beiden invasiven Arten Kamberkrebs und Chinesische Wollhandkrabbe sind hier anzutreffen. Das Naturschutzgebiet ist Lebensraum für Rohrweihe, Bartmeise, Rohrschwirl, Dorngrasmücke und Sprosser. Auch Feldlerche, Wiesenpieper und Schafstelze sind heimisch. Die einstige Funktion als Brut- und Rastgebiet für Wiesen- und Watvögel hat das Gebiet durch Wasserstandsabsenkungen jedoch weitgehend verloren. Während des Vogelzugs dient das Naturschutzgebiet als Rastgebiet u. a. für Kiebitz, Goldregenpfeifer, Brand-, Fluss- und Küstenseeschwalbe sowie Sumpfohreule und verschiedene Kleinvögel. Der Seeadler nutzt das Gebiet zur Nahrungssuche. Libellen sind z. B. durch die Blaugrüne Mosaikjungfer und die Blutrote Heidelibelle vertreten. Auch der Braune Waldvogel ist anzutreffen. Amphibien sind z. B. durch Moorfrosch und Erdkröte vertreten.
Die Grünlandflächen im Naturschutzgebiet werden zur Pflege gemäht sowie, ebenso wie die Deiche, mit Rindern und Schafen beweidet. Das Naturschutzgebiet wird vom Landesjagdverband Schleswig-Holstein betreut. Es grenzt nach Nordwesten an den Deich zur Ostsee sowie im Osten an den ehemaligen Barsbeker Deich. Über die Deiche sowie entlang der südlichen Grenze des Naturschutzgebietes verlaufen Wanderwege. An mehreren Stellen sind Informationstafeln zu finden. Das Naturschutzgebiet ist nahezu vollständig von landwirtschaftlichen Nutzflächen umgeben.